# Hôtel de Saulx
L’Hôtel de Saulx est un hôtel particulier de la ville de Dijon situé dans son secteur sauvegardé.
Il est inscrit au titre des monuments historiques depuis 1947.

## Plaque d'information

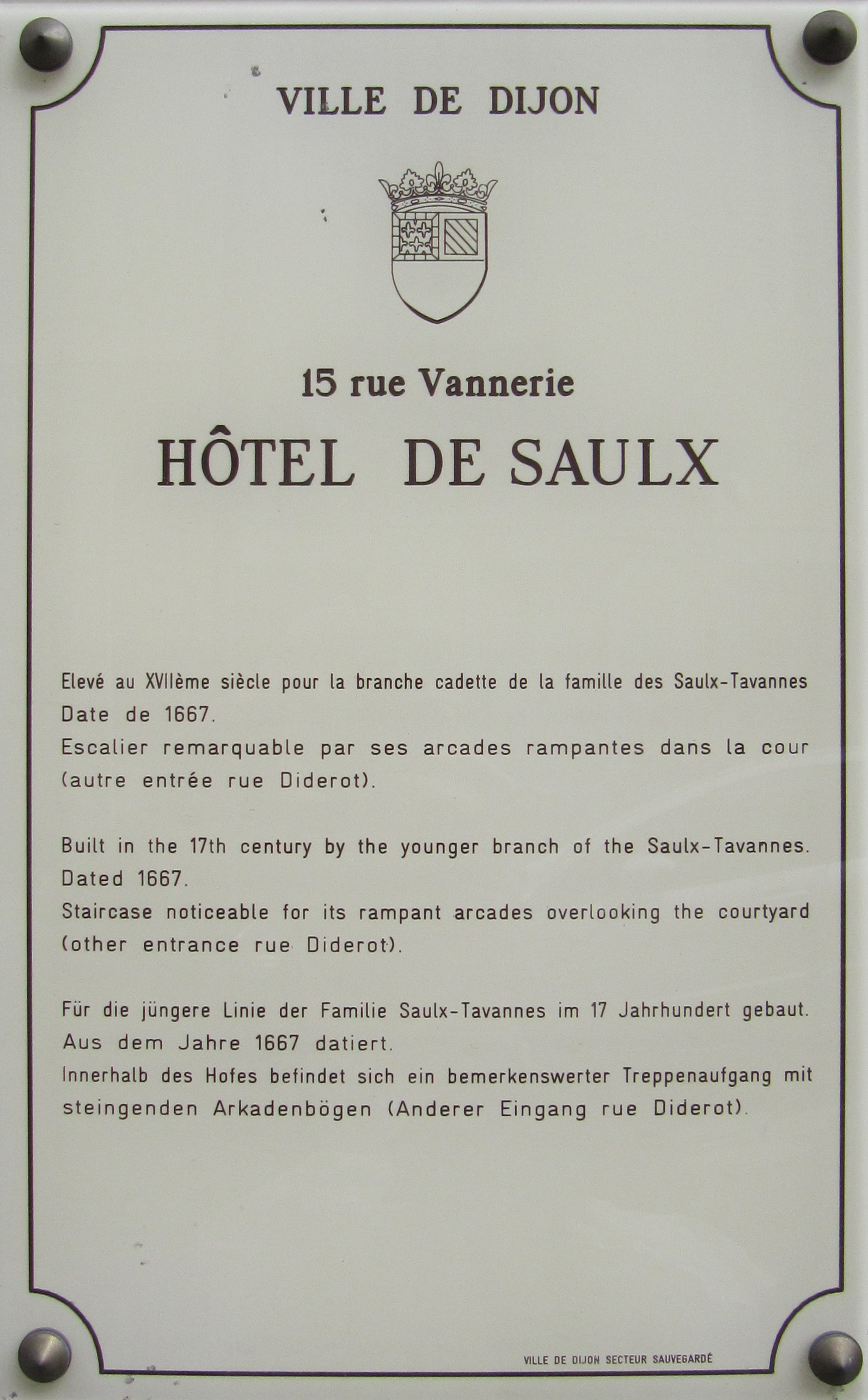
Plaque d'information trilingue (français, anglais, allemand)